# Peki'in
Peki'in nebo Pki'in, v transliteraci arabského názvu Bukaj'a (hebrejsky פְּקִיעִין‎, arabsky البقيعة‎, v oficiálním přepisu do angličtiny Peqi'in (Buqe'ia)) je místní rada (malé město) v Izraeli, v Severním distriktu.

## Geografie
Leží v nadmořské výšce 555 m, na okraji masivu Har Meron v Horní Galileji, přibližně 113 km severovýchodně od centra Tel Avivu a 37 km severovýchodně od centra Haify.
Město se nachází v údolí vádí Nachal Peki'in, které sem přitéká od města Bejt Džan. Východně od obce terén prudce stoupá do vysočiny Har Peki'in, která je volnou součástí masivu Har Meron. Jihozápadně od města se zvedá hora Har Pelech, na jižní straně je to vrch Tel Charašim a Har Šezor, za kterým pak terén prudce klesá do Bejtkeremského údolí.
Peki'in je situován v hustě osídleném pásu, přičemž osídlení v tomto regionu je etnicky smíšené. Vlastní Peki'in obývají arabsky mluvící izraelští Drúzové stejně jako některá další sídla v okolí. Nedaleko ale leží židovská vesnice Peki'in ha-Chadaša. A v osídlení zdejšího regionu jsou přítomny i četné vesnice muslimských a křesťanských Arabů. Město je na dopravní síť napojeno pomocí lokální silnice číslo 864.

## Dějiny
Peki'in leží na místě stejnojmenného židovského sídla z počátku letopočtu, zmiňovaného v Talmudu a Mišně. V jeskyni poblíž obce se podle tradice ve 2. století našeho letopočtu skrýval po porážce Povstání Bar Kochby slavný rabín Šim'on bar Jochaj (ר׳ שמעון בר־יוחאי‎) před římskými pronásledovateli.
Jméno obce je odvozeno od slova údolí (hebrejsky: Bik'at) pod svahy Meronu. Koncem 11. století dorazili do vesnice muslimští obyvatelé. Ve 12. století v dobách křižáckých tažení sem přišli i křesťané. Drúzové osídlili obec až koncem 18. století. Peki'in je převážně drúzská vesnice, ale udržuje si téměř nepřerušenou tradici židovského osídlení od dob Druhého chrámu. Ještě počátkem 21. století tak v Peki'in žily židovské rodiny, přičemž rodina Zinati (זינאתי) byla tou, která udržovala historickou kontinuitu židovského osídlení. V obci se nacházejí křesťanské kostely i synagoga postavená roku 1873 na starších základech. Poblíž vesnice byly také nalezeny starobylé židovské hroby. V roce 1522 se tu připomínají židovští zemědělci. Koncem 19. století vznikla ve vesnici první drúzská škola v tomto regionu. Založila ji zde ruská pravoslavná církev.
Peki'in byl dobyt izraelskou armádou v rámci Operace Chiram během války za nezávislost v říjnu roku 1948. V následujících dekádách prožila obec mimořádný početní nárůst. V roce 1958 byl Peki'in povýšen na místní radu (malé město). V Peki'in fungují dvě základní školy. Prvních z nich byla otevřena roku 1968. Zpočátku sídlila v pronajatých prostorách. Nynější školní budova byla postavena roku 1980. Podle údajů z roku 2010 v ní studovalo 324 žáků ve dvanácti třídách. Druhá škola vyrostla ve dvou fázích, v roce 1988 a 1992. Má dvanáct tříd a 323 žáků. Od roku 1998 v Peki'in stojí i střední odborná škola se sedmnácti třídami a 450 žáky.
Po vzniku státu Izrael byla roku 1955 založena poblíž stávající obce židovská vesnice nazvaná Peki'in ha-Chadaša (Nový Peki'in). Několik židovských rodin ale zůstávalo i nadále v historické a převážně drúzské obci Peki'in. V roce 2007 se vztahy mezi židy a Drúzy v Peki'in narušily. Ze starousedlých rodin zde zůstávala jen Margalit Zinati - poslední žijící potomek zdejšího téměř kontinuálního židovského osídlení. K ní se přistěhovali noví židovští obyvatelé, nejdříve rodina Zigelmanových potom 6 dalších rodin. Od roku 2005 se ale začaly objevovat případy násilí drúzské mládeže vůči zdejším židům (zapálení automobilu, vhození ručního granátu do okna jejich bytu). 24. října 2007 dav drúzské mládeže zaútočil na sousední vesnici Peki'in ha-Chadaša a zničil tamní anténu mobilního operátora. V následujících dnech pokračovaly násilné incidenty včetně zranění několika policistů. Židé pak Peki'in opustili. V prosinci 2007 odtud odešla poslední židovská rodina. V obci zůstala jen starousedlá Margalit Zinati. Důvodem k drúzským výtržnostem byly pověry okolo antény mobilního operátora, která prý způsobovala místním obyvatelům rakovinu. Vliv hrála i horší ekonomická situace v drúzských obcích a také příliv nových židovských obyvatel.

## Demografie
Peki'in je jazykově zcela arabské město. Podle údajů z roku 2005 tvořili arabsky mluvící izraelští Drúzové 75,4 %, křesťanští Arabové 23 % a muslimští Arabové 1,6 % populace. Jde o menší sídlo městského charakteru, které ale na okrajích přechází v rozptýlenou zástavbu vesnického typu. K 31. prosinci 2015 zde žilo 5700 lidí.
| Rok            | 1922 | 1931 | 1945 | 1948  | 1949  | 1961  | 1972  | 1983  | 1995  |
| -------------- | ---- | ---- | ---- | ----- | ----- | ----- | ----- | ----- | ----- |
| Počet obyvatel | 652  | 799  | 990  | 1 119 | 1 036 | 1 500 | 2 300 | 3 000 | 4 100 |

| Rok            | 2001  | 2002  | 2003  | 2004  | 2005  | 2006  | 2007  | 2008  | 2009  | 2010  | 2011  | 2012  | 2013  | 2014  | 2015  |
| -------------- | ----- | ----- | ----- | ----- | ----- | ----- | ----- | ----- | ----- | ----- | ----- | ----- | ----- | ----- | ----- |
| Počet obyvatel | 4 640 | 4 760 | 4 854 | 4 900 | 5 000 | 5 100 | 5 200 | 5 200 | 5 359 | 5 400 | 5 500 | 5 400 | 5 500 | 5 600 | 5 700 |